# Younha
Younha (coréen : 고윤하, Go Yunha, japonais : ユンナ, Yunna), née le 29 avril 1988 en Corée du Sud, est une chanteuse sud-coréenne de K-pop et de J-pop. Elle chante du rock et s'accompagne le plus souvent au piano. Elle fait ses débuts à 16 ans au Japon.
De 2004 à 2008, Younha est sous contrat avec Epic Records, une branche de Sony Music Entertainment Japan, puis elle signe chez Sistus Records, appartenant à Geneon Entertainment. En Corée du Sud, elle est engagée avec Lion Media et Stam Entertainment, et depuis 2012 avec wealive.
Elle est surnommée la « comète de l'Oricon » pour son entrée dans le hit parade japonais, où elle sort deux albums et huit singles qui connaissent des fortunes diverses. Plusieurs de ses chansons sont utilisées dans des animes et dramas.

## Carrière

### 2004 - 2005: début de carrière
Née en Corée du Sud de parents passionnés de musique, Younha commence à jouer du piano dès l'âge de 4 ans. Elle s'intéresse très vite aux dramas et à la musique japonaise, et en apprend la langue.
Elle commence à auditionner en Corée. Elle affirme avoir passé plus de 20 auditions, et que certaines maisons de disques l'ont refusée car ils ne la jugeaient pas assez mignonne malgré le fait qu'elle chantait très bien. Elle est finalement repérée par un producteur de drama japonais, lui permettant d'enregistrer son premier single officiel, Yubikiri, qui sera utilisé dans le drama Tokyo Wankei.
Son second single, Houki Boshi, est utilisé comme générique de fin de l'anime Bleach. La chanson réalise d'excellents classements dans les hits parades japonais et permet à Younha de devenir la 2e artiste coréenne, après BoA, à placer une chanson dans le top 20 du chart Oricon. Après avoir sorti plusieurs autres singles, elle sort son premier album japonais, Go! Younha, en octobre 2005, qui atteint la 10e place du classement Oricon.

### 2006: débuts en Corée du Sud
Younha réalise la chanson de fin de l'anime Jyu Oh Sei, diffusé au Japon à partir d'avril 2006. Avant cela, sa chanson My Lover, extraite de son premier album, est choisie comme thème du jeu vidéo Bleach GC: Tasogare Ni Mamieru Shinigami ; le single est réédité pour l'occasion dans une édition limitée à 70 000 exemplaires mais réalise un flop en se vendant seulement à 2 000 exemplaires.
Ses débuts en Corée se font par la sortie du single digital Audition en décembre. Il bénéficie d'une bonne publicité et reste dans les hits parades coréens pendant plus de 3 mois.

### 2007 - 2009: succès en Corée
En janvier 2007, Younha est à nouveau choisie pour interpréter le thème principal d'un anime, Kiba, avec le single Hakanaku Tsuyoku.
Deux mois plus tard, elle retourne en Corée et sort son premier album dans son pays natal, 고백하기 좋은 날 (The Perfect Day to Say I Love You). L'album est un succès et atteint la 1re place des charts. Il contient notamment les singles 비밀번호 486 (Secret Number 486), 연애조건 (Love Condition), et une collaboration avec le chanteur Wheesung. Le 17 novembre 2007, Younha remporte le Best New Solo Artist award du M.net KM Music Festival en Corée. Par ailleurs, son album japonais Go! Younha est réenregistré en coréen sous le titre 혜성 (Comet).
En mars 2008, Younha se refocalise sur sa carrière japonaise et sort une compilation de ses singles japonais, SONGS -Teen's Collection-. En août paraît son second album coréen inédit, Someday, qui contient les singles 텔레파시 (Telepathy) et 기억 (Memory), une collaboration avec le rappeur Tablo du groupe Epik High. Une version japonaise de cette chanson, titrée Kioku, est utilisée comme thème de fin de l'anime Rideback.
Son troisième album coréen, Part A: Peace Love & Ice Cream, sort le 16 avril 2009. Il marque un changement de style. La seconde partie, Part B: Growing Season, sort en décembre 2009, et comprend le single 오늘 헤어졌어요 (Broke Up Today), qui atteint la 1re place sur les charts coréens.

### 2010 - 2012: difficultés et conflits judiciaires
En septembre 2010 sort son deuxième album japonais, Under the Same Sky (ひとつ空の下), mais il ne connaît pas un franc succès.
En décembre 2010, Younha sort son premier EP, Lost In Love.
En mai 2011, elle devient animatrice de l'émission de radio de MBC FM "Starry Night" (elle y reste jusqu'en novembre 2014).
Le 11 juillet 2011, il est révélé que Younha poursuit en justice son agence, Lion Media, pour mettre un terme à son contrat d'exclusivité. Ce n'est qu'en février 2012, à la suite de l'échec d'une médiation, que la cour se prononce en faveur de Younha, décrétant l'annulation de son contrat, et le versement de 100 millions de KRW de dommages et intérêts par l'agence.

### 2012 - présent: comeback
Younha fait son retour en juillet 2012 sous une nouvelle agence, wealive, avec son quatrième album coréen, Supersonic, qui reçoit un très bon accueil critique. Un des singles, Run, est nommé pour la chanson pop de l'année aux Korean Music Awards. Le titre 우린 달라졌을까 en duo avec John Park, atteint le top 10. On y trouve aussi des collaborations avec Jay Park et Tiger JK. Younha rejoint également le casting de l'émission I Am A Singer 2 en août 2012.
En mai 2013, elle sort son deuxième EP, Just Listen. La chanson 아니야 (It's Not Like That) est son premier single à entrer dans le top 5 depuis 2009.
En décembre 2013 paraît son troisième EP, Subsonic.
En juillet 2014, elle sort le remake solo de la collaboration à succès de 2008 avec Epik High, 우산 (Umbrella), qui atteint la 1re place du Gaon Chart.
Le 6 janvier 2020, elle sort son album "Unstable Mindset", avec pour chanson titre "Winter flower" avec en featuring RM du groupe BTS. Cela lui vaudra d'atteindre la première place iTunes dans 43 pays, ainsi que la première place de la meilleure vente d'album digital mondial sur Billboard.